# Robert W. Jones
Robert William Jones  (* 16. Dezember 1932 in Oak Park, Illinois; † 28. Mai 1997 in San Diego, Kalifornien) war ein US-amerikanischer Komponist des 20. Jahrhunderts.

## Leben
Robert W. Jones studierte an der University of Redlands, an der University of Minnesota und am American Conservatory of Music in Chicago. Er war ein Schüler von Wayne Bohrnstedt.
Jones lehrte von 1965 bis 1969 an öffentlichen Schulen in West Hartford, danach ab 1969 am Schoolcraft College in Livonia sowie an der University of Minnesota.

## Werke (Auswahl)
- Sonata for Worship No 2 (Prelude; Offertory; Postlude), Shawnee HF-32
- Sonata for Worship No 3 (Preamble; Echo Fantasy; Recessional), Shawnee HF-34
- Sonata for Worship No 6 (Introit; Invocation and Dance; Meditation; 1971), org/electronic tape, Flammer HF-5067
- St. Denio, a Toccata for Organ, Sacred Music Press/Boosey & Hawkes[2][3]